# Salicylamide
Salicylamide là tên thường gọi của chất o-hydroxybenzamit, hay amit hay salicyl.  Salicylamit là thuốc giảm đau, hạ sốt không cần kê đơn. Đặc tính chữa bệnh của nó giống như aspirin.